# دانشگاه علوم پزشکی سمنان
دانشگاه علوم پزشکی و خدمات بهداشتی درمانی سمنان یکی از دانشگاه‌های دولتی ایران و زیر پوشش وزارت بهداشت، درمان و آموزش پزشکی در استان سمنان است؛ که به‌طور رسمی از سال ۱۳۶۷ فعالیت خود را به عنوان نخستین دانشگاه پزشکی در استان سمنان آغاز کرد.

## تاریخچه
دانشگاه علوم پزشکی سمنان بر اساس تصویب شورای گسترش دانشگاه‌های علوم پزشکی ایران، در ۲۲ بهمن ۱۳۶۷ با پذیرش ۶۰ نفر دانشجو در رشتهٔ پزشکی و زیر نظر دانشگاه علوم پزشکی تهران فعالیت خود را آغاز کرد. در مدت زمان کمتر از یک سال با موافقت شورای گسترش دانشگاه‌های علوم پزشکی، دانشکده پزشکی سمنان به دانشگاه علوم پزشکی سمنان تبدیل شد و فعالیت خود را از سال ۱۳۶۸ با واحدهای دانشکده پزشکی سمنان، دانشکده پرستاری و پیراپزشکی سمنان، دانشکده پرستاری و مامایی شاهرود (که در سال ۱۳۷۱ به دانشکده و در سال ۱۳۸۹ به دانشگاه علوم پزشکی تبدیل گردید) و دبیرستان بهیاری هوشمند دامغان آغاز کرد، سپس چهار بیمارستان امیرالمؤمنین سمنا، امداد سمنان، فاطمیه سمنان و بیمارستان امام خمینی گرمسار از سازمان منطقه‌ای بهداشت و درمان استان جدا و به دانشگاه ملحق گشت، همچنین زمینی به مساحت ۳۰۰ هکتار جهت احداث طرح جامع دانشگاه در اختیار قرار گرفت. ساختمان دانشکده پزشکی با مساحتی بالغ بر ۲۱ هزار متر مربع زیربنا و سالن ورزشی با زیربنای ۲۰۰۰ متر مربع و خوابگاه ۳۶۰ نفره با زیربنای ۵۳۰۰ مترمربع به بهره‌برداری رسیده‌است.
این دانشگاه در رشته‌های تخصص پزشکی، دکتری پزشکی عمومی و دندانپزشکی و در مقاطع کارشناسی ارشد ناپیوسته، کارشناسی، کارشناسی ناپیوسته، کاردانی و دوره‌های آموزشی بالینی و تخصصی در مرکز آموزشی، درمانی وابسته به دانشگاه دانشجو می‌پذیرد.

## دانشکده‌ها
- دانشکده پزشکی
- دانشکده داروسازی[۴]
- دانشکده دندان‌پزشکی
- دانشکده توان‌بخشی
- دانشکده پرستاری و مامایی
- دانشکده بهداشت دامغان
- دانشکده پیراپزشکی سرخه
- دانشکده تغذیه، علوم غذایی، مدیریت و اطلاع‌رسانی پزشکی آرادان[۵] [۶]

## معاونت‌ها
- معاونت توسعه مدیریت، منابع و برنامه‌ریزی
- معاونت آموزشی
- معاونت پژوهش و فناوری
- معاونت بهداشتی
- معاونت درمان
- معاونت غذا و دارو
- معاونت دانشجویی و فرهنگی

## شبکه‌های بهداشتی درمانی
- مرکز بهداشت سمنان
- دامغان
- مهدیشهر
- گرمسار
- سرخه
- آرادان

## پژوهشگاه‌ها و مراکز تحقیقاتی
- آزمایشگاه جامع تحقیقاتی
- مرکز تحقیقات توانبخشی عصبی عضلانی
- مرکز تحقیقات فیزیولوژی
- مرکز تحقیقات سلول‌های بنیادی سیستم عصبی
- مرکز تحقیقات خونریزیهای غیر طبیعی رحم
- مرکز تحقیقات عوامل اجتماعی مؤثر بر سلامت
- مرکز تحقیقات مراقبت‌های پرستاری
- مرکز تحقیقات سرطان
- مرکز تحقیقات سلامت غذایی نمک
- مرکز تحقیقات بیوتکنولوژی

## کتابخانه‌ها
- کتابخانه مرکزی دانشگاه
- کتابخانه بیمارستان کوثر سمنان
- کتابخانه بیمارستان امیرالمؤمنین سمنان
- کتابخانه تخصصی دانشکده دندانپزشکی
- کتابخانه تخصصی دانشکده توانبخشی سمنان
- کتابخانه دانشکده بهداشت دامغان
- کتابخانه نهاد رهبری

## بیمارستان‌ها
- بیمارستان کوثر سمنان
- بیمارستان امیرالمؤمنین سمنان
- کلینیک تخصصی دندانپزشکی
- بیمارستان فاطمیه سمنان (در بیمارستان کوثر ادغام شده)
- بیمارستان امداد (معیری) سمنان (در بیمارستان امیرالمؤمنین ادغام شده)
- بیمارستان ولایت دامغان
- بیمارستان امام خمینی گرمسار
- بیمارستان پانزده خرداد مهدی‌شهر
- بیمارستان امام حسین آرادان